# Mestre Calcio 1998-1999
Questa pagina raccoglie le informazioni riguardanti il Mestre Calcio nelle competizioni ufficiali della stagione 1998-1999.

## Rosa
| N. |                   | Ruolo | Calciatore          |
| -- | ----------------- | ----- | ------------------- |
|    | Italia (bandiera) | C     | Walter Antonello    |
|    | Italia (bandiera) | D     | Cristian Arrieta    |
|    | Italia (bandiera) | P     | Loris Biasetto      |
|    | Italia (bandiera) | C     | Gianluca Birtig     |
|    | Italia (bandiera) | A     | Nicola Bisso        |
|    | Italia (bandiera) | C     | Riccardo Carola     |
|    | Italia (bandiera) | P     | Lorenzo Cima        |
|    | Italia (bandiera) | P     | Cristiano Cipolloni |
|    | Italia (bandiera) |       | Franzoi             |
|    | Italia (bandiera) | D     | Giorgio Galluzzo    |
|    | Italia (bandiera) | D     | Matteo Girlanda     |
|    | Italia (bandiera) | A     | Gabriele Graziani   |
|    | Italia (bandiera) | D     | Giulio Libralesso   |
|    | Italia (bandiera) |       | Marcuzzi            |
|    | Italia (bandiera) | D     | Pietro Mariniello   |

| N. |                   | Ruolo | Calciatore          |
| -- | ----------------- | ----- | ------------------- |
|    | Italia (bandiera) | A     | Antonio Marino      |
|    | Italia (bandiera) | D     | Antonello Mendicino |
|    | Italia (bandiera) | C     | Giovanni Montalbano |
|    | Italia (bandiera) | A     | Angelo Oliva        |
|    | Italia (bandiera) | C     | Cristian Pallanch   |
|    | Italia (bandiera) | C     | Alberto Pasquali    |
|    | Italia (bandiera) | C     | Massimo Pavanel     |
|    | Italia (bandiera) | C     | Eddy Perenzin       |
|    | Italia (bandiera) | C     | Gian Paolo Salviato |
|    | Italia (bandiera) | D     | Davide Scantamburlo |
|    | Italia (bandiera) |       | S. Scarpa           |
|    | Italia (bandiera) | D     | Agostino Siviero    |
|    | Italia (bandiera) |       | Sovegni             |
|    | Italia (bandiera) | C     | Manuel Spinale      |